# روز برنس
روز برنس (بالإنجليزية: Rose Prince)‏ هي كاتِبة بريطانية، ولدت في 4 ديسمبر 1962.